# Aram Andonian
Aram Andonian (arménien : Արամ Անտոնեան), né le 1er septembre 1879 à Constantinople et mort le 23 décembre 1951 à Paris 15e, est un journaliste, historien et écrivain arménien, survivant du génocide arménien. Il est notamment connu pour avoir publié les documents Andonian, recueil de télégrammes sur le déroulement du génocide.

## Biographie
Aram Andonian naît à Péra (en turc Beyoğlu), quartier de Constantinople, le 1er septembre 1879 (ou peut-être en en 1875). Il est le fils d’un pêcheur arménien (ou d’un employé dans une pêcherie d’État) appelé Andon. Il passe sa petite enfance à Scutari (en turc Üsküdar) où un maître arménien lui inculque rudement des rudiments de lecture et d’écriture, puis il fréquente de 8 à 12 ans l’école arménienne Narekian de Péra et enfin, à Koum Kapou, le collège Saint-Pierre des « Frères français » qu’il quitte avant ses 14 ans.
C'est dans la capitale ottomane qu'il contribue à des journaux arméniens comme Luys (Lumière), Dzaghik (Fleur) et Gavroche, ainsi qu'au magazine Surhandak (Messager).
Durant la Première Guerre mondiale, il sert au département de la censure militaire de l'Empire ottoman. Lors de la rafle des intellectuels arméniens du 24 avril 1915 à Constantinople, il est arrêté et déporté à Chankiri, puis Ras-al-Eyne et Meskene. Il survit au génocide arménien en se cachant à Alep. C'est là qu'il rencontre Naïm Bey lors de l'occupation britannique et recueille ses mémoires, publiés en 1920 sous le titre français de Documents officiels concernant les massacres arméniens.
Par la suite, il vit à Paris où il dirige de 1928 à 1951 la bibliothèque Nubar, rassemblant des témoignages de survivants du génocide et protégeant la collection sous l'Occupation. Il y meurt le 23 décembre 1951,. Il est enterré au cimetière parisien de Bagneux.

## Publications
- (hy) Գանձարան բարոյական դաստիարակութեան [« Trésor d'éducation morale »], Constantinople, Impr. Matteossian,‎ 1907, 174 p. (lire en ligne  [PDF])
- (hy) Ճշմարտութիւնը [« La vérité »], Constantinople, Impr. Mandzoumé,‎ 1909, 57 p. (lire en ligne  [PDF])
- (hy) Գանձարան [« Trésorerie »], Constantinople, Impr. Matteossian,‎ 1910, 125 p. (lire en ligne  [PDF])
- (hy) Շիրվանզադէ [« Shirvanzade »], Constantinople, Impr. Chanth,‎ 1911, 48 p. (BNF 41214951, lire en ligne  [PDF])
- (hy) Կաւէ արձաններ [« Statuettes d'argile »], vol. A : Haroutioun Chahriguian, Constantinople, Impr. B. Balents,‎ 1910, 78 p. (lire en ligne  [PDF])
- (hy) Պատկերազարդ ընդարձակ պատմութիւն Պալքանեան պատերազմին [« Histoire complète illustrée de la guerre des Balkans »], Constantinople, Impr. O Ardzouman,‎ 1913, 1040 p. en cinq volumes (une version turque a été publiée par la maison d'édition Aras Yayincilik) :
  - Volume 1, pages 1-192, [lire en ligne] ;
  - Volume 2, pages 193-368, [lire en ligne] ;
  - Volume 3, pages 369-536, [lire en ligne] ;
  - Volume 4, pages 537-752, [lire en ligne] ;
  - Volume 5, pages 753-1040, [lire en ligne].
- (hy) Այն սեւ օրերուն… [« Ces jours sombres… »], Boston, Éditions Hairenik,‎ 1919, 204 p. (lire en ligne  [PDF])
- (hy) Մեծ ոճիրը [« Le grand crime »], Boston, Impr. Bahag,‎ 1921, 304 p. (lire en ligne  [PDF])
  - Documents officiels concernant les massacres arméniens (trad. M. S. David-Bey), Paris, Impr. Turabian, 1920, 168 p. (BNF 31999279)
  - (en) The Memoirs of Naim Bey : Turkish Official Documents Relating to the Deportation and the Massacres of Armenians (préf. Viscount Gladstone), Londres, Hodder & Stoughton, 1920, 84 p. (OCLC 1033846932, BNF 32478352)

### Préface
- (hy) Missak Medzarents (préf. Aram Andonian), Ծիածան [« Arc-en-ciel »], Constantinople, Impr. Sakayan,‎ 1907, 64 p. (lire en ligne  [PDF])